# کاب آیلند (مریلند)
کاب آیلند (به انگلیسی: Cobb Island) شهری در ایالت مریلند کشور ایالات متحده آمریکا است که جمعیت آن در سرشماری سال ۲۰۱۰ میلادی، ۱٬۱۶۶ نفر بوده‌است.